# Cinarca (château)
Pour l’article homonyme, voir Cinarca.
Cinarca (Castellu di Cinarca / Ginarca / Zinerca…) est un ancien château et « siège principal de la Corse » durant la période médiévale, actuellement situé sur la commune de Casaglione.

## Géographie
Mgr Giustiniani, évêque de Nebbio de 1521-1530, en donnait la description suivante :

« À un mille de cette plage [de Chiuni], on rencontre Capo di Mino, puis le golfe de Cinarca qui commence à Capo di Pero. Ce golfe renferme le port de Sagone, l'embouchure du Liamone, qu'entoure une riante et fertile campagne ; Cinarca, forteresse détruite ; Porto Provenzale et en dernier lieu Capo di Feno, où se termine le golfe. »

— Mgr Justiniano in Dialogo nominato Corsica, traduction Lucien Auguste Letteron in Histoire de la Corse, Description de la Corse - Tome I, p. 55
Les restes de l'ancienne forteresse de Cinarca sont visibles près de la mer, sur la commune de Casaglione.
Son domaine, qui est l'ancienne piève d'Orcino, correspond au bassin de la Liscia, et subsiste dans le nom du pays qui forme actuellement le sud du canton de Cruzini-Cinarca. C'est aussi l'ancien nom du golfe de la Liscia au fond du golfe de Sagone.

## Histoire
Vers la fin du Moyen Âge, la Corse-du-Sud ou l'Au-Delà-des-Monts était découpée en seigneuries relevant de l'autorité de cinq ou six familles connues sous le nom générique de Cinarchesi. Elle révèle l'expansion territoriale des seigneurs de Leca au cours du XVe siècle en direction de la Cinarca et du golfe d'Ajaccio ainsi que leurs empiétements sur la Haute-Corse en direction de la Balagne et du Niolo. Le pouvoir de ces familles seigneuriales s'appuyait sur un réseau relativement dense de petites forteresses perchées sur des pitons granitiques. Le château principal est généralement le château éponyme de la famille (celui de Leca, d'Istria ou d'Ornano, mais pas celui de la Rocca) ; les châteaux secondaires servent de relais pour le contrôle de la seigneurie. Ces castelli commandent l'accès aux pièves peuplées du territoire seigneurial, jouent un rôle de point d'appui militaire, de centre de prélèvement fiscal mais ont aussi une fonction symbolique. Celui de Cinarca fut sans doute le plus convoité.  

### Castello di Cinarca
Au début du IXe siècle, le comte Ugo Colonna devient maître de la Corse après en avoir chassé des Sarrasins. Il avait deux fils, Bianco et Cinarco, auxquels il donna de vastes seigneuries dans le Delà des Monts. Bianco fut seigneur de Calcosalto, où se trouve aujourd'hui Bonifacio, et établit sa résidence à Carbini ; Cinarco, seigneur de S. George, se fixa à Lecce del Loppio. Ce Cinarco bâtit plus tard le château de Cinarca, auquel il donna son nom, et fut la souche des Cinarchesi.

« E arrivato che fu in la incontrata e pieve che poi si a decto di Cinarca, avendo passato Cauro e Palmento e visto il luoguo e quel poggio bello dove è ora il castello di Cinarca, allora era un boscho di mastre e ogliastri, ci aparse al Conte tanto bene quello luoguo che lui vi comenciò un castello. E avea il Conte un altro figlolo il più piccolo con lui che si chiamava il Conte Cinarca ; al quale il Conte diede il castello e lo chiamò Cinarca come il figlo nato dopoi dil Conte Bonifazio ; di che si vedeno le ruine e fondamento dil castello di Cinarca, ed a tutti li vicini è memoria dil castello e noblezza de li Conti e Signori di quella famiglia. E con il castello li diede la pieve di Cinarca e tutta la terra e marina di Sagona per tramontante e fin'al fiume di lo Pruno sotto dil Frasso per mezzogiorno, e Ajaccio e Palmento, che allora era habitato Palmento, e diede questa Signoria al Conte Cinarca del modo e condizione che l'avea data al Conte Bonifazio. E il Conte Cinarca fecie un altro castello che si chiamò Lozzi sopra al Palmento, del quale pareno le roine e fondamenti dil castello di Lozzi ; e dalli vicini habitanti dura memoria d'esso castello e Signorio. E di questo Conte Cinarca è famigla che si chiamano li Cinerchesi, e sono discesi di questa casata conio a suo luogo e tempo ne tracteremo mentitamente e copiosamente. »

— Giovanni della Grossa in Croniche di Giovanni della Grossa e di Pier' Antonio Montegiani publiées par l'Abbé Letteron, p. 40-41

Selon Giovanni della Grossa, le mouvement insurrectionnel (ou révolte anti-seigneuriale) de 1357 mené par Sambucuccio d'Alando, homme du peuple de la piève de Bozio, parvint rapidement à la destruction de tous les châteaux. Seuls six d'entre eux, parmi lesquels le château de Cinarca, sont volontairement épargnés pour servir de siège de justice ou pour protéger des marines : 

« Le armi a le mani, si appoderorno di tutti li castelli di Ii signori di Corsica e li disfeciero tutti, e lasciorno il castello di Cinarca e di Biguglia. E questi Ii lassorno quei luogui reservati per fare la justitia, e lassorno ancora il castello di Nonza e di San Colombano, cioè di Capo Corso, perche erano in luogui marittimi, li tennero per avere comodità e luogui sicuri per potere di essi mandare en terra ferma per le cose a loro necessarie. »

— Daniel Istria in Pouvoirs et fortifications dans le nord de la Corse : du XIe siècle au XIVe siècle 2005 p. 329

### Les autres castelli
Érigés sur des éminences présentant à la fois des défenses naturelles et offrant la vue sur leur domaine, aux donjons quadrangulaires constitués de pierres équarris d'un appareil grossier, protégés par des murs d'enceinte abritant également l'indispensable citerne naturelle, ces modestes castelli furent le point de ralliement des familles seigneuriales secouées par les querelles internes de succession et qui étendaient leur hégémonie sur des populations vassales remuantes et tendant à s'individualiser au sein du comune. Les principaux castelli jalonnaient le quadrillage de l'espace du Deçà des monts.
Dans le Delà des Monts, terre des signori et domaine des Cinarchesi, le texte de la chronique de Giovanni della Grossa reste le meilleur guide, conforté ponctuellement par la fouille archéologique et le repérage sur archives pour rendre compte de la densité et des lieux d'implantation de ces points forts de l'emprise féodale.
Nombre de ces castelli ne survécurent pas à la réaction antiféodale du milieu du XIVe siècle.
Au XVe siècle, les seigneuries et châteaux du Delà des Monts étaient : 
- Leca : Sia, Geneparo,	Foce d'Orto, Zurlina, Leca, Cinarca et Lisa ;
- Ornano - Bozzi	: Li Peri, Orese, Bozzi et Ornano ;
- Istria : Londa, Buturetu et Istria ;
- Rocca et Laitali : Rocca du Valle, Baresi, Bariccini, Roccapina, Corbu,	Cucciurpula et Rocca Tagliata.

### LesCinarchesi
De leur origine
```
Cinarco di Cinarca bâtisseur du 
castello
 de Cinarca 
 │  
 └────conte Oliviero di Cinarca 
       |   
       └────conte Guglielmo di Cinarca 
             │   
             └────conte Forte di Cinarca                                                    
                   |
                   └────conte Antonio di Cinarca, comte de Cinarca 
                         |
                         |────Arrigo da Cuzzà
                         │
                         └────conte Andrea di Cinarca
                               │
                               └────conte Arrigo di Cinarca époux de Francesca NN
                                     |  
                                     └────Diotiaiuti di Cinarca. En 1112 s'empare du château de Cinarca
                                           |
                                           └────conte Arrigo di Cinarca ( - † av. 1239) 
                                                 |
                                                 |────Arrigo di Cinarca ( - † av. 1257) seigneur de Cinarca et de la Catena 
                                                 |
                                                 |────Guglielmo di Cinarca ( - † av. 1258) seigneur Della Rocca di Valle 
                                                 |
                                                 └────conte Guido di Cinarca ( - † 1258 au château de Cinarca )
```

La forteresse de Cinarca que fit bâtir Cinarco, donna son nom au groupe des seigneurs du sud de l'île, les Cinarchesi, descendants et héritiers, d'après la tradition, de la dynastie des anciens souverains et comtes de Corse fondée par le légendaire prince Ugo Colonna (IXe siècle).
Son descendant direct, le comte Arrigo Bel Messer, eut sept fils et une fille de Ginevra, sa femme, qui appartenait à la famille romaine des Torquati. Il maria sa fille au comte Antonio, fils du comte Forte de Cinarca, descendant du comte Cinarco. De Cinarco était né le comte Oliviero ; d'Oliviero. le comte Rinaldo ; de Rinaldo le comte Guglielmo, auquel succéda le comte Forte.
La peste emporta le comte Forte et la comtesse du Palagio de Venaco. Le comte Antonio, fils du comte Forte et gendre de la comtesse, leur succéda.
Le comte Antonio laissa deux fils, Andrea et Arrigo ; Andrea résidait à Cinarca, et Arrigo s'en alla habiter à Cozi. Afin de se dépouiller l'un l'autre, ils se firent une guerre qui dura fort longtemps ; aussi presque tous leurs sujets échappèrent-ils à leur autorité. Opizo de Tralaveto se révolta le premier à Cauro et s'y fortifia, mais il ne s'ensuivit aucun événement important ; la plupart des populations s'entendirent pour établir le gouvernement populaire, et l'établirent en effet.
Au milieu de ces troubles, Arrigo de Cinarca fut tué par la foudre sans laisser aucun héritier. Le comte Andrea, son frère, avait été tellement maltraité dans les guerres précédentes, qu'il eut bien de la peine à maintenir son autorité sur la piève de Cinarca.
Généalogie non exhaustive des hobereaux de Cinarca
« [...] À partir d'Arrigo, comte de Cinarca, la filiation des Cinarchesi est confirmée par les documents contemporains qui se trouvent parfaitement d'accord avec les indications de Giovanni della Grossa et des chroniques. Le comte Arrigo ou Cinarchese (fils de Diotiaiuti), décédé dans les premières années du XIIIe siècle, est l'auteur de toutes les branches Cinarchese. [...] ».
```
Comte Arrigo di Cinarca ( - † avant 1239) 
|
|───Arrigo de Cinarca ( - † avant 1257) seigneur de Cinarca et de la Catena
|    | 
|    └───Arrigo de Cinarca, 
Arriguccio

|         |
|         |───Comte Arrigo de Cinarca
|         |
|         |───Opessinello de Cinarca
|         |
|         └───Rinuccio de Cinarca ( - † avant 1325), époux de Lecca
|              |
|              └───Ristoruccio de Leca ( - † 1354)
|                   |
|                   |───Guglielmo de Leca 
|                   |    |
|                   |    |───Ristoruccio de Leca, seigneur de Leca
|                   |    |    | 
|                   |    |    |───Guglielmo de Leca
|                   |    |    |
|                   |    |    └───Nicolo de Leca
|                   |    |
|                   |    └───Nicolo d'Ornano
|                   |         |
|                   |         |───Rinuccio I de Leca (1378 - † 1445)
|                   |         |    |
|                   |         |    |───Na de Leca  épouse de Vincenzo de Gentile
|                   |         |    |
|                   |         |    |───
Raffaello I de Leca
 (1432 - † 20 avril 1456 
Arbori
), marié à Bianca da Mare
|                   |         |    |
|                   |         |    └───Ristoruccio III de Leca  (1433 - † 20 avril 1456 Arbori)
|                   |         |         |
|                   |         |         └───Comte 
Giovanni Paolo I de Leca
 (1455, Tasso 
Cristinacce
 - † 7 septembre 1515, Roma). 
5
e
 
comte
 de Corse
|                   |         |
|                   |         |───Mannone de Leca ( - † 1459 Vico) décapité (exécuté, avec 23 membres de la famille sur ordre d'Antonio SPINOLA)
|                   |         |
|                   |         └───Giocante I de Leca (1390 - † 1470)
|                   |
|                   |───Guglielminuccio de Geneparo, se fit appeler Guglielmo de Cinarca
|                   |    |
|                   |    └───Lupacciolo de Cinarca
|                   |
|                   |───Arriguccio da Maschio, seigneur de Maschio
|                   |
|                   |───Branca de Cinarca, seigneur de la Catena, ( - † av. 1393)
|                   |    |
|                   |    └───Giudice de Cinarca ( - † av. 1393)
|                   |
|                   |───Giudicello de Cinarca
|                   |    |
|                   |    └───Ghilfuccio de Cinarca
|                   |
|                   └───Na de Geneparo épouse de Guglielmo Cortinco, seigneur de Pietr'Ellerata
|
|───Guglielmo de Cinarca ( - † av. 1258), seigneur della Rocca di Valle 
|    |
|    |───
Sinucello Della Rocca
 comte Giudice de Cinarca (1221 Olmeto - † 1304 Gênes). Les descendants ont pris le nom de la Rocca (ou Della Rocca).
|    |    |
|    |    |───Arriguccio de Cinarca (Illégitime) ( - † av 1325), seigneur Della Rocca
|    |    |    |
|    |    |    |───Guglielmo de Cinarca ( - † 1354)
|    |    |    |    |
|    |    |    |    |───Comte 
Arrigo Della Rocca
 (1376 - † juin 1401 à Frasso 
Castello-di-Rostino
, 
2
e
 comte de Corse
|    |    |    |    |    |
|    |    |    |    |    |───Violante Della Rocca
|    |    |    |    |    |
|    |    |    |    |    └───Antonio Lorenzo Della Rocca ( - † 1393)
|    |    |    |    |
|    |    |    |    |───Restorcello Della Rocca ( - † 1436)
|    |    |    |    |
|    |    |    |    |───Nicolosia de Cinarca épouse d'Adornino Adorno
|    |    |    |    |    |
|    |    |    |    |    |───Antoniotto Adorno
|    |    |    |    |    |
|    |    |    |    |    └───Giorgio Adorno
|    |    |    |    |
|    |    |    |    |───Ginevra Della Rocca épouse de Ghilfuccio d'Ornano, seigneur d'Ornano
|    |    |    |    |    |
|    |    |    |    |    └───Guglielmo d'Ornano ( - † 1410)
|    |    |    |    |
|    |    |    |    |───Na Della Rocca épouse de Guglielmo de Cinarca († en 1374) tué au château de Cinarca sur ordre du comte Arrigo della Rocca
|    |    |    |    |    |
|    |    |    |    |    └───Rinuccio de Litala
|    |    |    |    |
|    |    |    |    |───Na Della Rocca épouse de Guglielmo Sacrificato de Bozzi, seigneur de Bozzi et de Talabo
|    |    |    |    |    |
|    |    |    |    |    └───Nicolo de Bozzi
|    |    |    |    |
|    |    |    |    └───Na Della Rocca épouse de Ghilfuccio d'Istria
|    |    |    |         |
|    |    |    |         |───Giudicello d'Istria ( - † 1415)
|    |    |    |         |
|    |    |    |         |───Comte 
Vincentello I d'Istria
 (1380 - † 1434, Gênes) décapité. Marié à Maria 
Da Mare
, puis à Duchessa de Bozzi
|    |    |    |         |
|    |    |    |         └───Giovanni d'Istria
|    |    |    |
|    |    |    |───Rosterello de Cinarca
|    |    |    |    |
|    |    |    |    |───Calcagno de Cinarca (illégitime)
|    |    |    |    |
|    |    |    |    └───Ambrogio de Cinarca (illégitime) ( - † 1394 exécuté)
|    |    |    |
|    |    |    └───Gottifredo de Cinarca ( - † av. 1325)
|    |    |
|    |    |───Ugolino de Cinarca (illégitime)
|    |    |
|    |    |───N de Cinarca, fille de son épouse Na Biancolaccio
|    |    |
|    |    |───Torquatella de Cinarca, fille de son épouse Na Biancolaccio femme de Rollanducello de Loreto
|    |    |
|    |    |───Na de Cinarca épouse de Ugo Cortinco seigneur de Pietr'Ellerata, seigneur d'Agotho (près d'
Aléria
) en 1289, seigneur de Gaggio
|    |    |
|    |    └───Na de Cinarca épouse de 
Guido Cortinco

|    |         |
|    |         |───Ugo Cortinco
|    |         |
|    |         |───Giudicello Cortinco
|    |         |
|    |         |───Upissinuccio Cortinco
|    |         |
|    |         |───Ciaccholo Cortinco
|    |         |
|    |         |───Cappone Cortinco
|    |         |
|    |         |───Curraduccio Cortinco
|    |         |
|    |         |───Facciolo Cortinco
|    |         |
|    |         |───Salvagnolo Cortinco
|    |         |
|    |         |───Ughetto Cortinco
|    |         |
|    |         |───Guglielmo Cortinco
|    |         |
|    |         └───Na Cortinco épouse de Guglielminuccio de Geneparo
|    |
|    |───Truffetta de Cinarca 
1
er
 
seigneur
 d'Ornano
|    |    |
|    |    └───Guglielmo de Cinarca époux de Rinalda d'Istria
|    |         |
|    |         |───Lupo d'Ornano ( - † après 1340) seigneur d'Ornano
|    |         |
|    |         └───Restorcello da Bozzi 
1
er
 
seigneur
 de Bozzi (a construit le château de Bozzi à l'origine des Bozzi)
|    |              |
|    |              └───Guglielmo Sacrificato de Bozzi seigneur de Bozzi et da Talabo
|    |                   |
|    |                   |───Nicolo de Bozzi
|    |                   |
|    |                   └───Na de Bozzi épouse du comte 
Arrigo Della Rocca

|    |
|    └───Latro de Cinarca (1233 - † 1267)
|
└───Comte Guido de Cinarca ( - † 1258 au château de Cinarca)
     |
     |───Rinieri II de Cinarca, dit 
Pazzo
, pas marié
     |
     └───Arrigo de Cinarca, dit 
Arriguccio Orecchiriti
 (Orecchiaritto), pas marié.
```

Le pape était alors Grégoire VI. Pour procurer à la Corse le repos qui lui était si nécessaire, il y envoya un certain marquis de Massa de Maremme. Père de deux fils, le marquis laissa l'aîné à Massa, et passa en Corse avec le plus jeune en 1070. Une fois arrivé, avec les forces que lui fournirent les populations, il bâtit le château de San Colombano dans la piève de Giussani. Après quelques luttes contre les seigneurs Amondaschi et Pinaschi, il fit avec eux une trêve, puis alla dans le « Delà des Monts » attaquer Cinarca. Il y fit une longue guerre au comte Andrea, et le contraignit finalement, avec l'aide des gentilshommes de cette piève, à abandonner le château et à passer avec toute sa famille en Sardaigne. C'est ainsi que pendant un certain temps les Cinarchesi ne furent plus appelés Comtes.
S'étant rendu maître de Cinarca, le marquis remit le château aux mains des gentilshommes de ce pays. Il réduisit également à l'obéissance tout le « Delà des Monts » avant de repasser dans le « Deçà » et de soumettre, en quelques mois, l'île tout entière qu'il gouverna en paix pendant sept ans. Son fils qui lui succéda, n'arriva pas à subjuguer les révoltes qui éclataient de tous côtés, si bien qu'à la fin il ne lui resta plus qu'Ostricone, Giussani, et Caccia et la partie basse de la piève de Rostino. Afin de conserver ces minces possessions qui lui restèrent avec le titre de marquis, lui et ses descendants se maintinrent de leur mieux dans le château de S. Colombano, et en bâtirent un autre à Caspigna. Le reste de l'île rentra dans son ancien état ; une partie rétablit le régime populaire, l'autre partie retomba sous l'autorité des gentilshommes.
C'est au début du XIIe siècle que les Cinarchesi rentrèrent dans leur seigneurie du « Delà des Monts » après avoir été chassés de l'île par le premier marquis envoyé par le pape, et être restés longtemps en exil en Sardaigne. Le comte Andrea avait, après de longues épreuves, mis son fils Arrigo, âgé de douze ans, au service du Juge (giudice) de Gallura qui gouvernait cette partie de l'île de Sardaigne appartenant alors aux Pisans. Après la mort de son père, Arrigo continua ses fonctions et acquit par son mérite une telle réputation que le Juge, qui avait une sœur veuve, la lui donna en mariage. Arrigo en eut un fils qu'il appela Dio t'aiuti (Dieu t'assiste). En 1112, une fois grand, ce fils passa avec son père en Corse pour répondre à l'appel de certains habitants de la piève de Cinarca, appelés les Alzovisacci. Grâce à l'appui et aux conseils de ces derniers, Arrigo et son fils entrèrent dans le château et s'en emparèrent ; ils reprirent ensuite possession de leur seigneurie. 
Rentrés en Corse et soutenus par les Pisans, les Cinarchesi enlevèrent la piève de Vico, avec les châteaux de Giunepro et de la Catena ; ils se firent aussi seigneurs du Niolo puis soumirent à leur autorité tout le pays qui s'étend de Loppio à S. Giorgio. Ils gouvernèrent leur nouvelle conquête sous le protectorat des Pisans.
Dio t'aiuti (ou Diotiaiuti) mourut longtemps après son père en laissant un fils nommé Cinarchese ; Cinarchese eut deux fils, Guido et Guglielmo. Ce fut de leur temps qu'un grand nombre de Corses commencèrent à se révolter contre les Pisans -cette révolte fut causée par l'arrivée de deux galères génoises qui abordèrent en Corse à la suite d'une grande victoire navale que la flotte de Gênes venait de remporter sur celle de Pise. Ils invitèrent leur commandant appelé Luciano de' Franchi, à établir son autorité sur le pays. Luciano descendit à terre et avec leur appui, il construisit le château d'Istria et guerroya contre les gentilshommes de Rocca di Valle, appelés les Vallinchi. Incapables de se défendre plus longtemps, ceux-ci demandèrent du secours à Guido et à Guglielmo de Cinarca, leur offrant le château et la seigneurie de la Rocca, s'ils consentaient à les prendre sous leur protection.
Guido l'aîné des deux frères, préférant voir ses affaires prospérer, refusa de faire la guerre aux Génois. Mais Guglielmo, qui espérait acquérir la seigneurie qu'on lui offrait, se mit en campagne contre Luciano. Grâce à son courage et aussi a l'appui des Pisans qui étaient en Corse, il le resserra dans Valle et dans Istria ; puis, chassant les Covasinacci de Talabo, il se fit seigneur du reste du pays, depuis S. Giorgio jusqu'à Bonifacio, à l'exception de Carbini et de Bisoggeni qui restèrent aux Biancolacci avec Ornano dans le Delà des Monts. Pour se maintenir plus sûrement dans sa seigneurie, Guglielmo éleva dans le bassin du Rizzanese un château appelé Castelnovo avant de se retirer à Rocca di Valle, sa résidence habituelle. C'est de ce château que ses descendants ont pris le nom de la Rocca ; tout le territoire compris entre Lecce del Loppio et Bonifacio, s'appela paese Cinarchese, parce que Guglielmo était sorti de Cinarca. Guido, frère de Guglielmo, qui avait pris le parti des Génois, mourut à Cinarca, laissant deux fils, l'un appelé Arriguccio Orecchiaritto et l'autre Rinieri Pazzo (fou).
Guglielmo se rendit à Cinarca pour gémir et pleurer la mort de son frère, comme c'est l'usage en Corse. Mais il n'y fut pas plutôt arrivé, que les fils du défunt Guido, ses neveux, le jetèrent en prison avec une chaîne au cou, et le firent mourir cruellement au bout de trois jours. Guglielmo mort, Arriguccio et son frère s'en allèrent attaquer Ladro, Truffetta et Sinuccello, les fils de Guglielmo qui étaient encore de tout jeunes enfants. Leur mère, en présence de ce malheur inattendu, les envoya, afin de les sauver, au seigneur de Covasina qui était son frère ; puis ayant remis la Rocca entre les mains des Vallinchi, elle alla se renfermer dans Castelnovo. Arriguccio et Rinieri firent de longs et vains efforts pour s'emparer de ces châteaux ; reconnaissant leur impuissance, ils commirent beaucoup de dégâts dans le pays, se retirèrent à Cinarca et travaillèrent à soumettre le pays compris entre S. Giorgio et le Lecce del Loppio, avec le Niolo.
Les deux frères Arriguccio et Rinieri, qui vivaient à Cinarca et s'accordaient assez mal ensemble, partagèrent leurs terres. Arriguccio eut Cinarca et la Catena. Rinieri se contenta de Cozi. Un jour, en l'absence d'Arriguccio, Rinieri trouva moyen d'entrer dans Cinarca et se rendit maître du château. Afin de le resserrer, Arriguccio construisit de ce côté, au bord de la mer, le Castel Cinarchese, et lui fit longtemps la guerre. À la fin, il noua des intelligences dans le château, y entra pendant la nuit et le reprit. Rinieri s'enfuit à Cozi ; après avoir soutenu une longue lutte contre son frère, il resta maître du château, du pays de Celavo et de Cauro ; Arriguccio avait Vico, Cinarca, Cruzini et le Niolo. Pour n'avoir pas à entretenir tant de garnisons, ce dernier démolit Castel Cinarchese et ne conserva que Cinarca avec le château de la Catena.
Sinucello Della Rocca, ayant à se plaindre de son oncle seigneur de Covasina, le quitta et passa à Pise où il suivit la carrière des armes et acquit un grand renom. En 1245, les Pisans l’envoient en Corse comme général, avec le titre de Juge (Giudice). En 1257, vengeant la mort de son père, il tua Rinieri Pazzo, de Cozi, son cousin, et bientôt après il engagea contre le fils, appelé aussi Rinieri, une lutte qui dura plusieurs années. Il prit pour femme la fille de Ladro, seigneur de châteaux de Capola et de Salisci dont il venait d'être vainqueur. En 1258, le 4 décembre, Giudice essaya de se concilier la bienveillance des Génois en envoyant auprès d'eux Ladro, son frère, pour leur faire donation de tous les pays qui lui étaient soumis jusqu'au district de Bonifacio. Le 10 janvier 1259, le contrat de donation fait par Ladro fut ratifié par Giudice.
Après que Giudice eut signé cette convention avec les Génois, il continua encore plusieurs années la guerre contre Rinieri, jusqu'à ce qu'il eût soumis la famille des Tralavetani, Cauro, et celle des Salaschi à Celavo, lesquels ne conservèrent plus le titre de seigneurs. Giudice finit enfin par faire la paix avec Rinieri ; tout en maintenant son autorité sur les pays de Cauro et de Celavo, il les lui donna comme dot d'une de ses filles qu'il lui fit épouser. Cette guerre était à peine finie que Giudice, voulant s'agrandir encore, prit les armes contre Arriguccio Orecchiaritto de Cinarca et lui enleva ce château avec le secours de quatre galères que les Pisans lui avaient envoyées pour le soutenir. Arriguccio fut obligé de se retirer à Catena, et la guerre continua entre eux avec des succès divers.
Devant la Catena, Giudice attira adroitement Arriguccio dans une embuscade et le tua ; il aurait pris le château, sans la vigoureuse résistance d'Arrigo et de Guido, fils d'Arriguccio. N'attendant pas l'arrivée des Génois appelés à la rescousse, Giudice se retira à Cinarca.
Après avoir fait pendant plusieurs jours de vains efforts pour s'en emparer, les Génois se décidèrent à l'abandonner pour le moment et à poursuivre partout Giudice, qui, depuis qu'il s'était emparé de Cinarca, se faisait appeler Giudice della Cinarca et non plus della Rocca.
Fuyant toujours devant eux, il finit par entraîner les Génois jusqu'aux confins de Bonifacio. Giudice qui les épiait, les attendit sur une pente escarpée par laquelle ils devaient passer, et les attaqua par derrière. La victoire fut totale avec deux cents prisonniers. « Après cette victoire, Giudice, se laissant aller à une cruauté regrettable, fit arracher les yeux à tous les morts, les fit saler dans des barils, les envoya à Gênes ».
1264 - Devenu maître de l'île tout entière, élu Comte de Corse en la cathédrale romane de Mariana, Giudice s'appliqua à lui donner la paix et à se montrer, en la gouvernant, plein de modération et de justice. Il administra ainsi pendant plusieurs années, habitant tantôt dans le « Delà des Mont »s, tantôt dans le « Deçà ».
Giudice avait six filles mariées avec les principaux personnages de l'île ; c'étaient : Ugo Cortinco de Pietr'ellerata, qui devint plus tard seigneur de Gaggio ; le seigneur de Poggio di Nazza ; un autre Cortinco, seigneur de San Giacomo en Casinca ; un des marquis de San Colombano ; un des seigneurs de Bracaggio, et Rinieri de Cozzi.
En lutte contre Giovanninello de Loreto (ou Petralerata) seigneur de Nebbio qu'il avait outragé, Giudice lui fit la guerre ainsi qu'à leurs alliés les Avogarij de Nonza. Comprenant alors qu'il ne pouvait plus maintenir sous son autorité sur cette partie de l'île, Giudice passa les Monts et retourna à la Rocca ; Giudice ne conserva dans le « Delà des Monts » que la partie appelée il territorio Cinarchese, et dans le « Deçà » les châteaux de Supietra et de Vortica. Il reconnut comme seigneur, entre autres, Rinieri de Cozzi, fils de sa fille, lequel portait le même nom que son père et son grand-père. Il le maintint comme seigneur de Cozzi et lui donna de plus Cinarca avec toute la seigneurie qui en dépendait.
1289 - la république de Gênes envoie Luchetto d'Oria avec le titre de Vicaire Général. Luchetto parcourut l'île en recevant les serments de fidélité : de Rinieri et son fils Guglielmo, tous deux de Cinarca, le 24 mai 1289 ; de Giudice della Rocca le 8 décembre, etc. 
En 1453, Gênes inféode la Corse à l'Office de Saint Georges (banque privée) qui massacre 22 seigneurs de Cinarca hostiles.
La place fut détruite après la chute et l'exil du dernier comte de Corse, Giovan Paolo di Leca, et la fondation d'Ajaccio (1492). 
" De la forteresse, qui devait avoir fière allure selon les sources du temps, il ne reste hélas que des vestiges très arasés ".

## Représentation
Le blason des anciens Seigneurs de Cinarca représente une tour simple surmontée d'un donjon. Les familles Da Leca, Della Rocca, D'Ornano, Da Bozzi, D'Istria, Da Pozzo Di Borgo, pour les plus reconnues, descendent toutes d'Arrigo Da Cinarca, Comte de Cinarca, mort en 1239.